# کنت سن-ژرمن

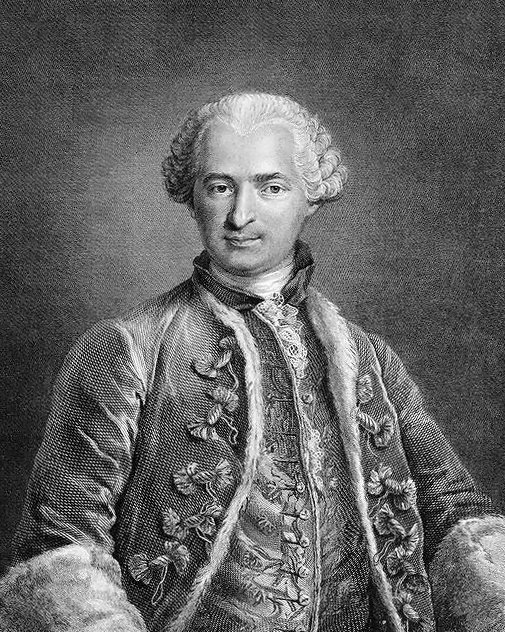
نقاشی کنت سن‌ژرمن، نقاش ناشناس

کنت سنت‌ژرمن (زاده حدود ۱۶۹۲ یا ۱۷۱۲ – درگذشته ۲۷ فوریه ۱۷۸۴) ماجراجوی اروپایی و علاقه‌مند به علوم، کیمیاگری و هنر بود. آوازهٔ او در میانهٔ قرن هجدهم در طبقهٔ اعیان پیچید. او ادعای عمر چند صدساله و همزمانی با عیسی مسیح داشت. نام واقعی او، تاریخ تولد و پیشینه وی مبهم است اما در اواخر عمر ادعا کرد که فرزند پرنس فرنتس راکوتسی دوم از ترانسیلوانی است.

## روایتی از زندگی او
نقل است که کنت سنت ژرمن در نواختن پیانو و ویولن استاد و در آواز خواندن توانمند بود. او به زبان‌های گوناگونی مانند اسپانیایی، یونانی، روسی، پرتغالی، چینی، عربی، سانسکریت، انگلیسی و به فرانسوی چیرگی داشت. همچنین تاریخ‌شناس و کیمیاگری برجسته بود و دربارهٔ رهنوردی‌های بسیاری که کرده و دیدارهای بسیار خود مانند دربار شاه ایران و اینکه چگونه دانش محرمانهٔ بهبود و شناسایی سنگ‌های بهادار را آموخته، سخن می‌گفت. کنت علوم خفیه بسیاری در امور متافیزیک یادگرفته بود، لیک آنچه که انگیزهٔ گیج شدن شنوندگان ترسیدهٔ او بود، ادعای او دربارهٔ داشتن بیش از هزار سال سن بود.